# Ernst Ocwirk
Ernst Ocwirk, né le 7 mars 1926 à Vienne et mort le 23 janvier 1980 à Klein-Pöchlarn, était un footballeur puis entraîneur autrichien, considéré comme l'un des meilleurs footballeurs que l'Autriche ait connu.

## Biographie

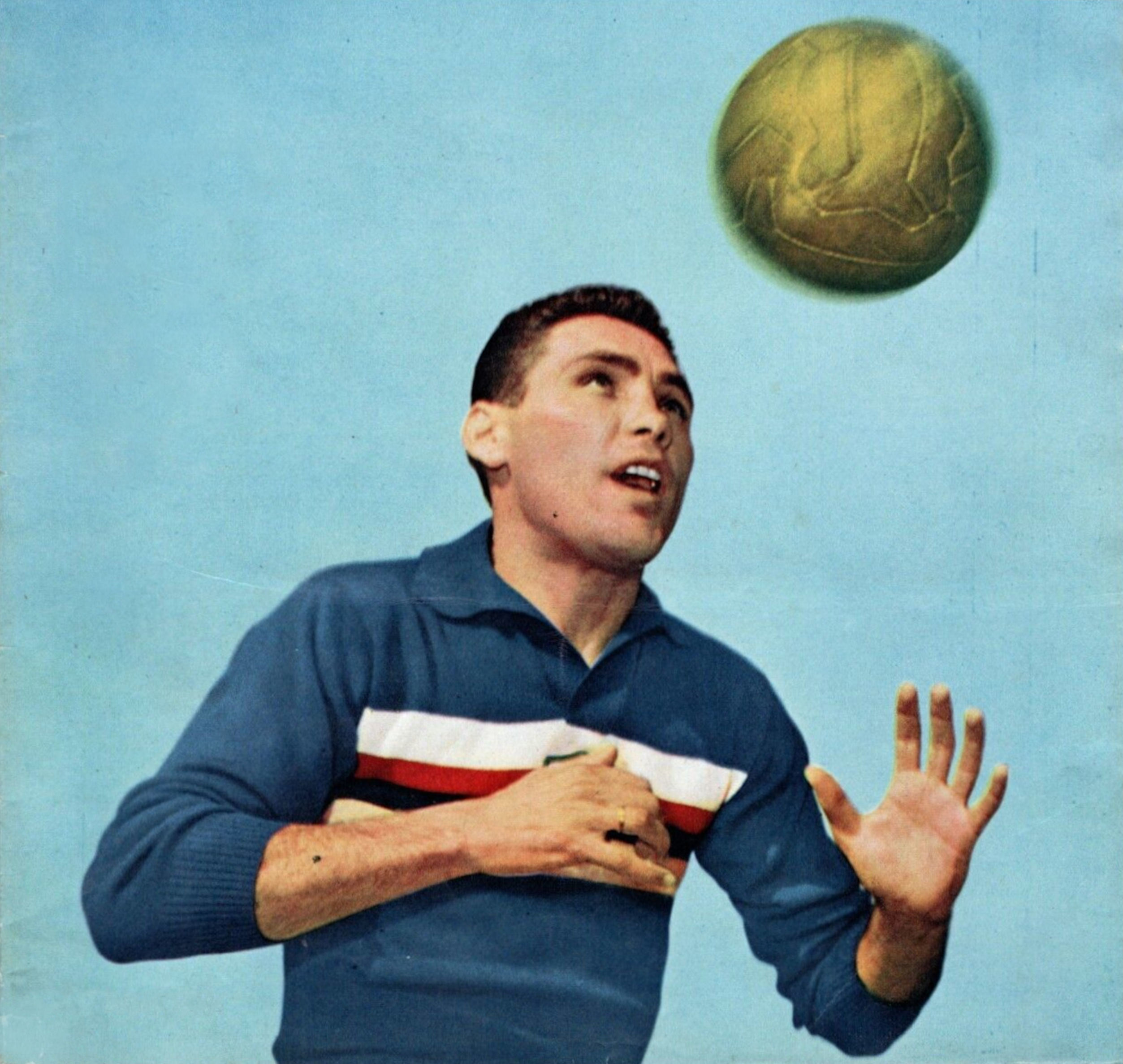
Ocwirk avec l'UC Sampdoria en 1956

Né à Vienne, Ernst Ocwirk dit "Ossi" commence sa carrière au poste d'attaquant axial. Formé au FC Stadlau, il rejoint ensuite le Floridsdorfer AC. Les grands clubs de Vienne s'intéressent à lui, d'abord le Rapid Vienne mais c'est l'Austria Vienne qui parvient à s'attacher ses services en 1947. Durant une décennie dans ce club, il devient un élément incontournable, permettant au club de remporter trois championnats d'Autriche (1949, 1950 et 1953) et deux coupe d'Autriche (1948 et 1949).
En 1956, il devient le second footballeur autrichien à évoluer dans le championnat d'Italie avec Engelberg König en étant transféré dans le club de l'UC Sampdoria à Gênes. Il y dispute cinq saisons jusqu'en 1961 où il devient capitaine. En 1961, il retourne en Autriche dans son club de l'Austria Vienne pour une dernière saison de footballeur où il remporte un autre championnat d'Autriche et une coupe d'Autriche.
Parallèlement, il est régulièrement appelé en sélection nationale d'Autriche entre 1947 et 1962. Il fait ses débuts en 1947, prend part aux Jeux olympiques d'été de 1948 à Londres et devient au début des années 1950 un titulaire indiscutable en sélection. Il participe à la coupe du monde 1954 en Suisse où il dispute tous les matchs et parvient avec la sélection au stade des demi-finales et termine à la troisième place, inscrivant deux buts dans la compétition. Il ne participe pas cependant à la coupe du monde 1958.

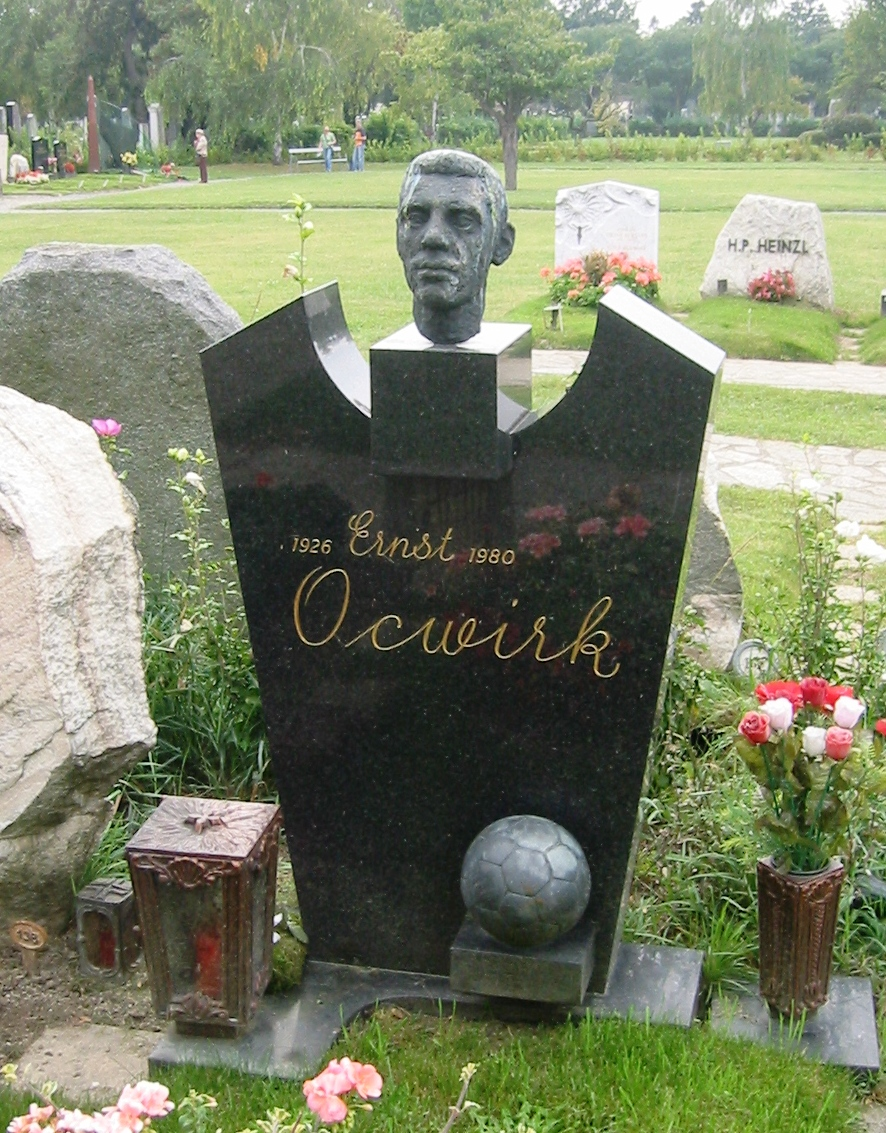
Tombe de Ocwirk

Après sa retraite de footballeur, Ocwirk devient entraîneur, d'abord de l'UC Sampdoria entre 1962 et 1965, ensuite de l'Austria Vienne puis du club allemand du FC Cologne (finale de la coupe d'Allemagne en 1971) avant de terminer par l'Admira Wacker.
Il décède en janvier 1980, à l'âge de 53 ans, d'une sclérose en plaques. Un tournoi en son hommage se déroule l'année suivante, réunissant les équipes de l'Austria Vienne, Rapid Vienne, Ferencváros TC et le Bayern Munich qui remporte ce tournoi. Ocwirk repose au cimetière Central de Vienne (Groupe 40/ Numéro 136).

## Joueur

### Carrière
- 1947-1956 :  Austria Vienne
- 1956-1961 :  UC Sampdoria
- 1961-1962 :  Austria Vienne[6]

### Palmarès de joueur
- En sélection :
  - 62 sélections et 6 buts avec l'équipe d'Autriche entre 1947 et 1956.
  - Troisième de la coupe du monde 1954.

- En club :
  - Champion d'Autriche : 1949, 1950, 1953 et 1962.
  - Vainqueur de la coupe d'Autriche : 1948, 1949 et 1962.

## Entraîneur

### Carrière d'entraîneur
- 1962-1965 :  UC Sampdoria
- 1965-1970 :  Austria Vienne
- 1970-1971 :  1.FC Cologne
- 1971-1973 :  Admira Wacker

### Palmarès d'entraîneur
- Vainqueur de la coupe d'Autriche : 1967 (Austria Vienne).
- Finaliste de la coupe d'Allemagne : 1971 (1.FC Cologne).